# Condado de Casa Trejo
El condado de Casa Trejo es un título nobiliario español creado por el rey Carlos IV el 23 de marzo de 1793, con el vizcondado previo de Bracamonte, en favor de Miguel Antonio de Trejo y Amézaga, natural de Zamora.
En 1993, durante el reinado de Juan Carlos I, fue rehabilitado por Manuel Vázquez de Parga y Rojí, poseedor de varios títulos nobiliarios y grande de España. Desde el 2006 su actual titular es María del Pilar Vázquez de Parga y Andrade.

## Condes de Casa Trejo
|                                  | Titular                                     | Periodo                |
| Creación por Carlos IV           | Creación por Carlos IV                      | Creación por Carlos IV |
| -------------------------------- | ------------------------------------------- | ---------------------- |
| I                                | Miguel Antonio de Trejo y Amézaga           | 1793-¿?                |
| II                               | Joaquín Félix Antonio de Samaniego y Urbina | 1808-1844              |
| III                              | Joaquín de Samaniego y Godoy                | 1848-1857              |
| IV                               | Adolfo Samaniego y Lassús                   | 1858-1883              |
| Rehabilitación por Juan Carlos I |                                             |                        |
| V                                | Manuel Vázquez de Parga y Rojí              | 1993-2005              |
| VI                               | María del Pilar Vázquez de Parga y Andrade  | 2006-hoy               |

## Historia de los condes de Casa Trejo
- Miguel Antonio de Trejo y Amézaga (Zamora, 7 de noviembre de 1923-¿?), I conde de Casa Trejo, mariscal de campo, alcalde de la Santa Hermandad del Estado Noble de Zamora en 1760, gobernador del Real Sitio de Aranjuez, primer teniente de la Compañía Española de Reales Guardias de Corps.[3][4]

Casó en 1763, en Madrid, con María Josefa Biempica y Sotomayor, camarista de la reina Isabel de Farnesio, natural de Trujillo e hija de Pelayo, gobernador del castillo de san Antón y teniente coronel de los Reales Ejércitos, y su esposa Raimunda Ruiz de Llano, natural de Barcelona. En 1808 le sucedió:
- Joaquín Félix Antonio de Samaniego y Urbina (Madrid, 21 de febrero de 1769-Ídem, 6 de octubre de 1844), II conde de Casa Trejo, III marqués de Monte Real, VII marqués de Caracena del Valle, IV marqués de Valverde de la Sierra y IX de Villabenázar (desde 1783), VII marqués de Tejada de San Llorente (desde 1788), VIII vizconde de la Armería (1819-1832), caballero de la Insigne Orden del Toisón de Oro desde 1816, caballero gran cruz de la Orden de Carlos III en 1815, maestrante de Valencia en 1828 y caballero de Ínclita Orden Civil Española de San Juan de Jerusalén, consejero de Estado, gentilhombre de cámara del rey con ejercicio y servidumbre, mayordomo mayor de la reina Isabel II, miembro de las Reales Academias de Ciencias Naturales de Madrid, Bellas Artes de San Carlos de Valencia y San Luis de Zaragoza, castellano perpetuo del castillo y fortaleza de la villa de La Guardia, alguacil mayor perpetuo de Ponferrada y de millones de la ciudad de Cuenca, XIV señor de Tierra de la Reina, del castillo del Conde Don Tello y de las villas de Boca de Huérgano, Villafría, Portilla, Aabes, Los Espejos, Caminayo, Siero, Valverde, Besande, Villamartín de Don Sancho, Santa Marina de Rey, Villaverde de Arcayos, Horcada, Carande, Puente de Órbigo, Caracenilla, Sacedoncillo, Villalvilla, Malpesa, La Overuela, Medinilla, Bergüenda, Corporales, Comunión, Leza del Río, Trebejano, Archillas y Santo Domingo de las Posadas.[6]

Casó en primeras nupcias, por poderes dados en la parroquial de San Bartolomé de La Coronada (Badajoz) el 26 de febrero de 1790 y compromiso ratificado en la parroquia de Santiago Apóstol de Madrid el 6 de marzo del mismo año, con Teresa Rita de Godoy Pizarro y Carvajal (1772-1808), XIII señora de Alcollarín, X condesa de Torrejón (desde 1795), grande de España de primera clase, dama de la reina madre y dama noble de la Orden de María Luisa.
Casó el 28 de octubre de 1812, en segundas nupcias celebradas en Pollensa (Mallorca), con Narcisa María de Asprer y de la Canal (1790-1861), dama de la reina Isabel II, camarera mayor de la reina madre María Cristina de Habsburgo y dama noble de la Orden de María Luisa. El 27 de abril de 1848 sucedió su hijo:
- Joaquín de la Cruz de Samaniego y Godoy (Madrid, 14 de septiembre de 1792-Ídem, 3 de octubre de 1857), III conde de Casa Trejo, XI conde de Torrejón y grande de España de primera clase (desde 1808), VI marqués de Monte Real, VIII marqués de Caracena del Valle, VIII de Tejada de San Llorente, V de Valverde de la Sierra (desde 1848), X marqués de Villabenázar y III conde de Casa Trejo, senador vitalicio del reino, coronel de Reales Guardias Españolas, caballero gran cruz de Carlos III y gentilhombre de cámara del rey con ejercicio y servidumbre.[10]

Casó el 8 de mayo de 1839, en Madrid, con María Juana de Lassús y Vallés (1805-1880), dama noble de la Orden de María Luisa, que era hija de Juan Lassús y Perié, comisionista de comercio y vicecónsul de Francia en Sevilla, y su esposa Juana de Dios Vallés e Iglesias, natural de Cádiz. El 4 de mayo de 1858 le sucedió su hijo:
- Adolfo Joaquín de Samaniego y Lassú (Madrid, 28 de marzo de 1838-Ídem, 20 de octubre de 1883), IV conde de Trejo, XII conde de Torrejón, VII marqués de Monte Real, VI marqués de Valverde de la Sierra, grande de España de primera clase, maestrante de Granada desde el 31 de diciembre de 1858, diputado a Cortes, senador del reino por derecho propio (1914-1915), gentilhombre de cámara del rey con ejercicio y servidumbre.[12]

Casó el 5 de abril de 1861, en la parroquia de San Sebastián de Madrid, con María Vicenta Gutiérrez de la Concha y Fernández de Luco (1845-1889), dama de las reinas Isabel II, María de las Mercedes y María Cristina, así como dama noble de la Orden de María Luisa, que era hija segundogénita de José Gutiérrez de la Concha e Irigoyen, marqués de La Habana en 1858, grande de España en 1864 y vizconde de Cuba en 1856 etc., y su esposa Vicenta Fernández de Luco y Santa Cruz, dama noble de la Orden de María Luisa en 1862 y natural de Logroño. El 1 de septiembre de 1993, por rehabilitación, le sucedió:
- Manuel Vázquez de Parga y Rojí (El Ferrol, 17 de febrero de 1929-¿?), V conde de Casa Trejo, XVIII conde de Torrejón y grande de España, XIV marqués de Caracena del Valle (1995-2002), IX marqués del Puente de la Virgen (1990-1991), X marqués de Tejada de San Llorente (1993-2000), X marqués de Valverde de la Sierra (1990-2000), XIII marqués de Villabenázar, capitán de fragata de la Armada.[2]

Casó el 1 de julio de 1957, en El Ferrol, con Ana María Andrade y Rodríguez (n. 1934), hija de Eduardo Andrade y Sabio, natural de La Coruña, y su esposa Ana Rodríguez y Sixto, nacida en Luarca. El 15 de febrero de 2006 le sucedió su hija:
- María del Pilar Vázquez de Parga y Andrade (n. El Ferrol, 11 de marzo de 1967), VI condesa de Casa Trejo.[15]

Casó el 14 de mayo de 1994, en Tarragona, con Juan Luis Castillo y Castilla (n. 1967), ingeniero industrial, hijo de Luis Castillo Pecos, natural de Talarrubias (Badajoz), y su esposa Ana Castilla Muñoz, natural en Puertollan (Ciudad Real).